# Saint-Nicolas-d’Aliermont
Saint-Nicolas-d’Aliermont ist eine französische Gemeinde mit 3707 Einwohnern (Stand: 1. Januar 2022) im Département Seine-Maritime in der Region Normandie. Saint-Nicolas-d’Aliermont gehört zum Arrondissement Dieppe und zum Kanton Dieppe-2. Die Einwohner werden Nicolaisiens bzw. Aliermontais genannt.

## Geographie
Saint-Nicolas-d’Aliermont liegt nahe dem Ärmelkanal an der Alabasterküste in der Landschaft Pays de Caux zwischen den Tälern der Béthune und Eaulne. Umgeben wird Saint-Nicolas-d’Aliermont von den Nachbargemeinden Bellengreville im Norden, Envermeu im Norden und Nordosten, Douvrend im Osten und Nordosten, Notre-Dame-d’Aliermont im Osten und Südosten, Saint-Jacques-d’Aliermont im Süden und Südosten, Dampierre-Saint-Nicolas im Süden, Saint-Aubin-le-Cauf im Westen und Südwesten sowie Ancourt im Westen und Nordwesten.

## Geschichte
Der Erzbischof von Rouen Gautier de Coutances und Richard Löwenherz als Herzog der Normandie einigten sich 1197 über den Wald von Aliermont. Die Residenz des Erzbischofs wurde von 1197 bis 1248 erbaut, die Kirche 1249, nachdem der Pfarrbezirk 1208 und 1222 eingerichtet wurde.

### Bevölkerungsentwicklung
| Jahr                      | 1962 | 1968 | 1975 | 1982 | 1990 | 1999 | 2006 | 2011 |
| Einwohner                 | 2635 | 3216 | 3614 | 3964 | 4055 | 3862 | 3736 | 3680 |
| Quelle: Cassini und INSEE |      |      |      |      |      |      |      |      |

## Sehenswürdigkeiten

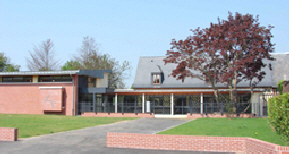
Uhrenmuseum

- Kirche Saint-Nicolas aus dem 13. Jahrhundert mit Ergänzungen aus dem 16. Jahrhundert, seit 1913 Monument historique
- Uhrmuseum, 2007 auf einem historischen Gutshof eröffnet
- Haus, erbaut in den Jahren 1917 bis 1919 nach Plänen von Le Corbusier

## Persönlichkeiten
- Emmanuel Petit (* 1970), Fußballspieler, in Saint-Nicolas-d’Aliermont aufgewachsen
- Sylvie Plaisant (* 1972), Tischtennisspielerin, in Saint-Nicolas-d’Aliermont aufgewachsen
- Jean-Jacques Avenel (1948–2014), Jazzbassist